# 大久保嘉人
大久保 嘉人（おおくぼ よしと、1982年6月9日 - ）は、福岡県京都郡苅田町出身の元プロサッカー選手。現役時代のポジションはフォワード、ミッドフィールダー。元日本代表。現在はタレントとして活動している。
史上初の3年連続Jリーグ得点王（2013年 - 2015年）であり、J1通算最多得点記録保持者（191得点）。
その他J1通算最多イエローカード記録（104枚）、レッドカード日本人1位（12枚）、J1通算最多シュート本数記録保持者（1141本）。J1リーグ戦3試合連続得点の日本人最年長記録保持者（38歳8か月25日）。

## 経歴

### プロ入り前
幼少時は父親が購入したペレやディエゴ・マラドーナのビデオを繰り返し見たり、父親と一緒に釣りに行ったり野球に親しんでいた。合気道も嗜んでいたというが、長続きしなかったという。小学校3年時に苅田サッカースポーツ少年団に入団し、本格的にサッカーを始める。当初はストッパーの位置でプレーしていたが、小学校6年時よりFWの位置でプレーするようになった。1994年にはU-12福岡県選抜チームに選出された一方で陸上競技にも取り組み、全国小学生陸上競技交流大会に出場した他、鹿島アントラーズと横浜マリノスとの試合の前座で、北九州市選抜チームの一員として福岡県の別のチームと対戦した際に5得点を挙げ、鹿島サポーターから「大久保」コールを受けるという経験もした。

#### 中学
三浦淳宏や永井篤志を擁して1992年度の全国高校サッカー選手権を制した長崎県立国見高校に憧れ、小学校卒業後に長崎県へ渡り国見町立国見中学校に入学。国見高校のサッカー部総監督であった小嶺忠敏が中高一貫でサッカーの指導をするために作った「小嶺アカデミースクール」に入る。国見中学校では2、3年とも全国大会ベスト8に入り、U-15長崎県選抜チームに選出された。

#### 高校
1998年、国見高校に進学。国見史上最弱の代と言われ、小嶺監督からは『お前らに何も期待していない』と言われていた。大久保は「それが悔しくてみんな死ぬ気で練習した」「部活は、理不尽なことだらけの中で、そこでどう耐えて、立ち向かうかを考えて生きていかないといけない。だから、めちゃくちゃ精神的に鍛えられる。練習はユースがどんなことをしているのか知らないけど、部活はきつい、厳しいことだらけ。でも、そこで鍛えられたベースは、プロになって活きた。若い時に体と気持ちが鍛えられるのって大事ですよ。あんまり気持ち、気持ちって言うと古い年代かって言われるけど、それは部活もユースも、どの年代にも必要なことだと思うんです」と話した。1年時は全く試合に絡めなかった。
2年時に先輩が退学となり、その空いた枠に大久保が抜擢されてその試合で4得点、以降レギュラーを獲得した。
3年時の2000年、松橋章太らとともにインターハイ、国体、選手権を優勝し、高校三冠を達成した。ドリブル、パス、シュートを高いレベルで兼備し インターハイでは10得点、高校選手権では8得点を挙げてそれぞれ大会得点王を獲得した。
天皇杯全日本サッカー選手権大会には、長崎県代表として2年時 (1999年度) ・3年時 (2000年度) の2度出場した他、U-19日本代表に選出されてAFCユース選手権2000にも出場した。

### セレッソ大阪
複数のJクラブによる争奪戦が展開されたが小嶺からはセレッソ大阪かアビスパ福岡を勧められ、2001年に目標の森島寛晃が在籍する C大阪に加入。「九州から出てみたかったというのもある。でも、一番はトップチームに森島さんがいたことですね。背丈も同じぐらいだし、めちゃ上手いのでプレーを盗みたいなって思いました」「最初に加入するチームはすごく大事。高校のスーパースターが強いチームに行くのはいいけど、試合に出られないと終わってしまう。だから、試合に出られて、そこに尊敬できる選手がいて、その人に教えてもらいたいなって思うところに行くべきだと思う。プロに行けば絶対に壁にぶつかるし、高校のエースは壁の乗り越え方が分からない選手もいると思うので、そういう時、尊敬できる選手がいればなんらかの力になってくれる。そうして自分が成長できるチームを選ぶべき」と回想した。同年3月17日にJ1・1st第2節浦和レッドダイヤモンズ戦に途中出場しJリーグデビューを果たす。ナビスコカップ1回戦ジュビロ磐田戦の先制点がプロ初得点。1st第5節磐田戦でリーグ戦初得点を挙げたが、前半32分に田中誠との口論の末に両者にレッドカードが提示され退場処分を受けた。田中とはその後Jリーグアウォーズの場で和解している。その後、左三角靱帯損傷によって同年開催のワールドユース出場を逃し、リハビリ中の筋力トレーニングでキレを失ったこともあってリーグ戦も大半が途中出場で通年2得点に留まった。同年末、C大阪は総合成績で16位となりJ2へ降格したが、高校時の恩師小嶺や先輩に相談を仰いだ上でC大阪残留を選択した。
2002年は、J2第3節湘南ベルマーレ戦の2得点で自信を取り戻すと、好調を維持して29試合 に出場し、アルビレックス新潟のマルクスに次ぐ得点ランキング2位の18得点を記録して 1年でのJ1復帰の原動力となった。また、アテネオリンピックに向けた日本代表に選出。
2003年のJ1では通年で合計24試合に出場し、日本人最多得点となる16得点を挙げた他、史上最多得票でオールスターに選出され、同年末にはAFC選出のアジア年間最優秀ユース選手賞を受賞した。U-22代表として活躍する傍ら、同代表の石川直宏及び松井大輔と共にジーコ率いるフル代表にも招集され、5月31日に行われた韓国との国際親善試合に65分から鈴木隆行との交代で出場。国際Aマッチデビューを飾り、同年の国際Aマッチ出場は14試合を数えた。
2004年のJ1は22試合出場15得点。2nd第5節では苦手としていたジェフユナイテッド市原戦でプロ入り後初のハットトリックを記録した。また、同年3月まで開催されていたアテネオリンピックアジア地区予選では2戦連続得点でチームの窮地を救い、7月にU-23日本代表としてアテネオリンピック本大会に出場した。同大会では1勝2敗でグループステージ敗退となったが、個人としては3試合に先発出場し、パラグアイ戦では81分に、ガーナ戦では37分に決勝点となるゴールをそれぞれ挙げた。

### RCDマヨルカ
オリンピックで活躍がきっかけとなり、2004年11月にリーガ・エスパニョーラ所属のRCDマヨルカへ期限付き移籍が決定。監督のエクトル・クーペルからの評価は好意的で、選手登録が解禁された直後の2005年1月10日、第18節デポルティーボ・ラ・コルーニャ戦で初出場。ルイス・ガルシアの得点をアシストし、自身も1得点を挙げる好デビューを飾ったが、そのデビュー戦で負傷した影響で戦線離脱すると、復帰後も出場機会は限られた。しかし残留争いが佳境となった終盤戦には控えとなったガルシアに代わって先発出場し、第36節アスレティック・ビルバオ戦及び第37節デポルティーボ・ラ・コルーニャ戦でそれぞれ1得点ずつ挙げた他、2アシストとPK獲得の活躍で マヨルカの奇跡的とも言える1部残留に貢献した。シーズン終了後、UEFA選出スペインリーグ・若手ベストイレブンを受賞。
マヨルカからの評価は高く、C大阪との移籍期間延長交渉を経て 2005-06シーズンもクラブに残留。しかし同シーズンは途中出場が大半で、シーズン途中に監督に就任したグレゴリオ・マンサーノ体制下でのさらなる出場機会減に危機感を抱き移籍を決意。移籍期間満了後に移籍が決定した。スペインでの通算成績は39試合5得点6アシスト。後に、不遇を託ったことでより良いプレースタイルを考えることができたと述懐している。
オリンピック以後も継続的にフル代表に招集されていたが、得点を挙げられないまま2005年10月のヨーロッパ遠征を最後に招集されなくなり、2006年のワールドカップ出場を逃した。結局、ジーコ体制下では無得点に終わった。

### セレッソ大阪復帰
2006年6月、セレッソ大阪へ復帰。低迷するチームを救うべく登録直後から出場を続けたものの6戦無得点。復帰後7戦目の京都パープルサンガ戦で2得点を挙げ、その後はチームと共に復調を見せたが、最終順位は17位となり、J2へ降格した（個人記録は21試合出場6得点）。

### ヴィッセル神戸
2007年1月、急遽ヴィッセル神戸からのオファーが報じられ、移籍金3億円 で同クラブへ完全移籍。同年は三浦淳宏の負傷もあり、監督の松田浩に自ら進言して左ウイングバックでプレー。このコンバートによって「チームのことを考えてプレーできるようになった」と述懐している。主将にも就任し、精神面・技術面でチームを牽引。リーグ戦では14得点をあげた。
2007年8月にはカメルーンとの国際親善試合で約1年10カ月ぶりに日本代表に復帰。10月に行われたエジプトとの親善試合で1試合2得点を挙げ、国際Aマッチ出場21試合目、初選出から4年越しでの初ゴールを記録した。以後、2010年のワールドカップを目指す日本代表の主力に定着。2008年開催のオリンピックには選出されなかった（後述）。
2008年は、開幕前のワールドカップ予選・タイ戦で貴重な勝ち越しゴールをあげる活躍もあったが、同時に右ひざ半月板損傷を負った。3月のワールドカップ予選選出も危ぶまれたものの、2節川崎戦で戦列復帰し、1ゴール2アシストの活躍を見せ、代表追加招集が発表された。6月のオマーン戦で、相手GKアリ・アル・ハブシと接触した際、アル・ハブシを蹴り一発退場を受け、残りの予選3試合は出場停止処分となった。また、反町康治率いる北京オリンピックにOA枠での選出の噂もあったが、破談している（後述）。チームにおいては、より多くのボールを受けるべく、シーズン当初のFWから再び左MFへポジションを変更し牽引。2年連続の二けた得点を達成した。

### VfLヴォルフスブルク
ブンデスリーガ・VfLヴォルフスブルク監督のフェリックス・マガトの強い希望により、2009年1月に同クラブへ完全移籍。移籍金交渉は難航したが、移籍を望んだ本人の意向に添う形で、神戸側が最終的に譲歩し、推定2億5000万円で合意。
オーバーヘッドシュートを放った事が理由でマガトの怒りを買ってベンチ入りメンバーから外されるという経験もしたが、ドイツのサッカーに慣れるに従い、相手選手に体をぶつけられても倒れることなくドリブルで進めるまでになった。この経験について大久保自身は取材に対し、「試合に出れなくて、まぁ、いいや、って思ったら、もう終わりよ。（中略）サッカー選手をやっている以上は、出たい、出たい、って感じで練習もするやん」というコメントを残している。2008-09年度シーズンにおいて、長谷部誠と共にクラブ史上初となるドイツ国内主要サッカー大会 初優勝達成を経験したが、大久保自身は、ポジションの重なるグラフィッチやエディン・ジェコが好調で彼ら大柄な選手に合わせたサッカーが展開されていたこともあって、出場機会は乏しかった。自身を評価するマガトの退任とワールドカップ出場を見据え、1シーズンでの移籍を決断。

### ヴィッセル神戸復帰
2009年6月、ヴィッセル神戸へ復帰。シーズン終盤は2008年からオフなしで試合をこなしていた影響でスタメンを外れる試合もあったが、シーズン途中加入でチームトップタイの8得点を挙げた。
2010年は、開幕前の東アジアサッカー選手権の韓国戦で左膝内側側副靭帯損傷の負傷で全治6週間と診断されるが、リーグ開幕戦は膝に包帯を巻いて途中出場。強行出場を続けたこともあり、コンディションが上がらず、代表の先輩でもあるMF中村俊輔からも「休め」と助言を受けた。4月には鼻骨骨折に見舞われ、代表発表までのリーグ戦でわずか2得点にとどまるなどワールドカップメンバー入りに暗雲が垂れ込めていたが、2010年5月10日、ワールドカップ南アフリカ大会に臨む代表メンバーに選出された。強化試合として行われた韓国戦、イングランド戦、コートジボワール戦 に出場し、本大会ではグループリーグ三試合と決勝トーナメント一回戦に左サイドハーフとして先発出場し、攻守に奔走する献身的プレー で日本の2大会ぶりとなる決勝トーナメント進出に貢献した。
帰国後も最前線で起用され、ゴールをあげていたものの、14節湘南戦において自身の著書で「もう試合終盤かと思ったらまだ前半2分だった」と語るほどの極度の疲労に襲われる。その後、燃え尽き症候群を発症。ワールドカップ期間中に痛めた左膝の手術も行い長期離脱。復帰後は不運な退場劇 やも筋肉系の故障 などで離脱する機会が増えた。チームの守備的な戦いも影響し、リーグ戦は通年で17試合4得点に終わった。
2011年はシーズン途中より、2トップがポポと吉田孝行に固定されたこともあり、左サイドアタッカーとしての起用がメインとなった。細かい怪我はあったものの大きな離脱はなくリーグ戦30試合出場9得点を挙げた。J1第20節浦和戦でJリーグ通算100得点を記録（J2含む）。移籍の噂もあったもののクラブとの契約を延長した。
2012年は自身の希望もあり、背番号をC大阪在籍時以来の「10」に変更。近年見せていた中盤でのプレーでなく得点への注力を希望し、開幕戦のガンバ大阪戦ではFWで起用され2得点を挙げるなど 序盤は好調ぶりを見せていた。しかし、新加入選手が多くチーム戦術や共通意識が定まらずに、中盤に下がらざるを得ない状態となってゴールから遠ざかり、第7節柏レイソル戦で負傷。2週間ほどで復帰したが、以降はコンディションが上がらず、リーグ戦26試合4得点と低調に終わり、クラブも降格した。契約期間を1年残しており神戸に残留するつもりでいたが、最初の契約交渉時に態度を保留したところ クラブからの慰留は無く 移籍を勧められ、本年限りでの退団を余儀なくされた。

### 川崎フロンターレ
2013年、熱心なオファーのあった川崎フロンターレへ2年契約で 完全移籍。川崎では自身の役割が得点に特化されたことにより、無駄なファールやスタミナの消耗も減って本領を発揮。シュート精度も向上して 多彩な得点パターンで相手DFを脅かし、第16節浦和戦でJ1通算100得点を達成。その後も磐田戦、大分トリニータ戦など終了直前に決勝点を挙げる試合も多く、チームを牽引。自己最多の26得点を記録し得点王に輝いた。
日本代表には2012年2月のアイスランド戦以来招集されていなかったが、2013年以来の好調が持続していたこと やFW柿谷曜一朗やMF香川真司の不調もあって、2014年5月12日にワールドカップブラジル大会の日本代表にサプライズ選出された。翌6月の親善試合ザンビア戦では、2008年以来となる国際Aマッチでの得点を記録した。多様な能力を兼備するオールラウンダーであり ポジションはどこでもできるとの自身の言葉通り、FW、トップ下、両サイドハーフで構想され、チームを活性化させたものの、本大会では途中出場の第1戦コートジボワール戦、右サイドハーフで先発し決定機を外した。第2戦ギリシャ戦及び第3戦コロンビア戦のいずれも得点できず、グループリーグで敗退した。
Jリーグでは昨季の得点王として強いプレッシャーを感じながらも 得点量産を続け、同年9月のJ1第25節大宮アルディージャ戦でC大阪在籍時以来となる10年ぶり2度目のハットトリックを達成。第25節でのハットトリックはJリーグ創設以来最遅。通年では18得点を挙げ2年連続の得点王を獲得。単独での 2年連続得点王はJリーグ開幕以来初となった。なお、同年8月30日のJ1第22節名古屋グランパス戦でカルビーの広告看板を蹴って損壊させたことで2試合の出場停止処分を受けている。
FC東京からのオファー等があったもののも契約を更新し川崎に残留。2015年、1st第7節ヴァンフォーレ甲府戦でJ1通算139得点目を挙げて三浦知良の持つ記録に並び、同第9節FC東京戦で140得点目を挙げて単独4位となった。ゴールパフォーマンスではカズダンスを披露した。同年9月、2nd第11節名古屋戦にて自身3度目となるハットトリック 及びJリーグ史上4人目となる通算150得点を記録。通年では23得点を挙げ、Jリーグ史上初の3年連続得点王を獲得し日本屈指のストライカーとして名を馳せた。
2016年もゴールへの嗅覚は冴え、1st第3節名古屋戦でJ1歴代最多タイの通算158得点を挙げ、同6節サガン鳥栖戦でJ1新記録159得点目を記録。通年ではリーグ戦33試合に出場。4年連続の得点王こそ逃したが、日本人選手最多タイとなる15得点を記録した。周囲からは攻撃的サッカーの中で活躍を続けていたように見られていたが、大久保自身は同年のチームはミスを怖がり縦パスを狙えなくなってしまったと感じており、変化を求めていた。同年末の契約満了に伴い、川崎からの慰留も含めて複数クラブによる争奪戦が展開された。なお、同年開催のオリンピックには選出されなかった（後述）。

### FC東京
FC東京からの2年ぶりの再オファーに熱意を感じ、2017年に同クラブへ完全移籍。3月18日、第4節の川崎フロンターレ戦では古巣からゴールを奪って移籍後初得点を決めた。シーズン半ばに監督・篠田善之が解任されると、新監督の安間貴義の元ではシャドーとしてプレーする機会が増えた。この起用について安間は「ラストパスを出せるのが嘉人しかいない」 と語っている。最終的にJ1リーグ戦28試合出場、8得点を記録した。

### 川崎フロンターレ復帰
2018年、川崎から復帰オファーを受け、1年で同クラブに完全移籍で復帰した。名古屋戦と鹿島戦では得点を挙げるも復帰後はレギュラーでは無く途中出場が多かった。

### ジュビロ磐田
ロシアW杯によるリーグ戦中断期間中の6月、得点力不足解消のため大久保に白羽の矢を立てたジュビロ磐田監督の名波浩から獲得のラブコールを受ける。5月5日のFC東京戦以降は登録メンバーから外れることが多くなり、『引退』を考え出していた大久保自身も「もう一度輝きたい」という思いから磐田への移籍を決断。2018年6月26日、両クラブを通じて完全移籍が発表され、背番号は「22」に決定。同年8月19日、J1第23節・対柏レイソル戦で移籍後初得点を挙げた。この得点により、佐藤寿人に次いで史上2人目となるJリーグ通算200得点を達成した。さらにその試合で通算100枚目のイエローカードを貰っており、試合後に監督の名波から「大久保が200ゴール、そして100枚目のイエローカードと非常にメモリアルなゲームになったと思っています」とネタにされている。J1第34節・古巣の川崎と対戦では、後半33分に松本昌也のクロスをヘッドで叩き込み、先制点を挙げた。しかし磐田が後半38分、後半90+4分に失点し1-2で敗れたため、最終順位が16位となり、J1参入プレーオフに回った。
2019年シーズンは、J1通算200得点を目標 に開幕戦から第7節までスタメン出場するも得点は決められず、徐々に出場機会が減少。第16節には名波浩が監督を辞任し、その後も鈴木秀人→フェルナンド・フベロと相次いで監督が交代する事態となったが、出場機会は増えなかった。11月30日に行われた第33節の名古屋戦では、負ければ降格が決まる中でシーズン初ゴールとなる決勝ゴールを決めた。しかし、残留を争っていた湘南が勝利したため、チームは降格となった。プロキャリアでワーストとなる1得点でシーズンを終えた。12月12日、契約満了により同シーズン限りでチームを退団する事が発表された。

### 東京ヴェルディ
2020年、J2の東京ヴェルディへ完全移籍。出場は19試合となり、PKを外すなどチームに自身の得点で貢献することが全くできず、一年でチームを去ることになった。なおシーズン無得点はJリーグでは自身初となる。

### 15年ぶりのC大阪復帰
2021年1月9日、15年ぶりとなるセレッソ大阪への復帰が発表された。チーム内の最年長選手となった。開幕戦で松田陸のクロスに肩で合わせて、チームのシーズン第1号弾を決めた。15年ぶりの得点は、J1の同一チームで最長ブランク弾である。3月6日、第2節 のFC東京戦では、1ゴール1アシストで3試合連続ゴールを決める活躍をした。38歳8カ月25日での3戦連発は、2004年の三浦知良を超えJ1史上日本人最年長記録。開幕から5試合で5得点と下馬評を覆し、ストライカーとして復活を印象づける活躍をみせたが、その後はチーム全体の戦術への迷いからボールが回らなくなったこと、チームでの新型コロナウイルスによる影響、第12節の大阪ダービーで調子の良さを見せていた矢先に負傷して、試合から離れた時期もあり得点から遠ざかった。現役オーストラリア代表のアダム・タガートの合流後も出場機会を勝ち取り続け、誕生日に迎えた天皇杯2回戦ガイナーレ鳥取戦では、ヨドコウ桜スタジアムでのチーム第1号弾を決めた。同スタジアムで初めて警告を受けたのも大久保だった。また、ACLでも得点を記録した。
11月19日、クラブからは契約延長の提示を受けていたが、2021年シーズン限りでの現役引退を発表した。小菊昭雄監督就任以降も出場機会を減らすことはなく、引退表明後は監督が「大きな荷物を降ろしたかのように、18、19歳の頃の嘉人を見ているような、素晴らしいコンディション」と表現するほどパフォーマンスを向上させた。ルヴァンカップ決勝では、後半32分にペナルティエリア外からただひとりだけゴール前に駆け込み、その動き出しを見た松田陸が低軌道の高速パスを出し、大久保は足で触れたが、ボールはゴールの枠に入らなかった。Jリーグ最終戦となった第38節清水エスパルス戦（IAIスタジアム日本平）では、清武弘嗣のコーナーキックを折り返し、相手のオウンゴールを誘うなど、離脱期間以外は主力として出場した。天皇杯準決勝・浦和レッズ戦が現役最後の公式戦出場だった。リーグ戦6得点はチーム内2位の記録だった。

## 引退後
引退後はスポーツコメンテーターとして、CS・ネット向けのサッカー中継解説のほか、スポーツニュース番組のメインキャスター、バラエティー番組のゲストなどで活動している。
セレッソ大阪のアカデミー技術委員に1年契約で就任した。ちなみにこの年のセレッソのアカデミーは、U-18、U-15、女子U-18（セレッソ大阪堺ガールズ）がクラブユース選手権で日本一になり、史上初めてクラブユース三冠を達成したアカデミーとなった。
2022年8月21日放送のフジテレビ『千鳥の鬼レンチャン』に出演した。10人が400mを走り、最下位だけが脱落するというルールを、5分の休憩を挟んで6回繰り返し、最後は4人で決勝を行うサバイバル企画「400mサバイバルレンチャン」に参加。おばたのお兄さん・森脇健児・ワタリ119との決勝戦まで残り、決勝前には「最後見ててください。俺がどれだけ気持ちを出せるか。気持ち持ってますから」と話し、決勝戦では300m手前から先頭を追い越し、後続を突き放すスピードアップをみせて優勝し、初代王者となった。レース終了直後には「超嬉しい。嬉しい。言ったでしょ、最後は気持ちで、気持ちで勝負なんですよ。サッカー辞めてまだ半年、そんなんで負けたら話にならんって」と述べた。
2023年1月29日放送の第2回目も優勝し、2連覇を達成した。

## プレースタイル
日本最強とも評されたストライカー。フォワードとしてマルチな能力を有する 他、ボランチやサイドハーフとしても高い能力を持つオールラウンドプレイヤーである。戦術練習でトップ下、右MF、左MF、ボランチを試され、2012年〜16年まで川崎で指揮をとった風間八宏からは「どこをやっても一番うまい」と評されている。川崎移籍後にシュート精度を向上させ、2013年から3年連続で得点王を獲得している。
プロ1年目のセレッソ大阪加入時は森島寛晃のプレーを目標にしており、「あの運動量と、スペースを見つけて飛び出して決定的な形を作るという能力は、誰にも真似できません。僕も森島さんのようなプレーができるようになりたいと思っています。」と公言していた。また、クラブから「能力、度胸ともに新人離れしたものを持つ」と評された。先輩にも臆することなくパスを要求した新人時代を、30歳を超えて振り返った際には「若いヤツはそれでいい。遠慮する必要はないし。人生かかってるから。それで恥ずかしくて自分が出せない選手は、そこまでの選手で。そういう選手がもっと出てきたら良い」と話した。
ペナルティーキックを得意とする。大久保曰くPKは「めちゃくちゃ緊張」するので「嫌い」とのことだが、得点で勝利に貢献したいという気持ちからキッカーを務めている。J1通算100得点目も中村憲剛が獲得したPKを決めている。PK時のリラックス法は「外すことを考えること」。
久保竜彦からは「一緒にやったFWで一番スゴいと思ったのが嘉人でした。猫っていうか、チーターっていうか、体の使い方がうまい」と評されている。

## 人物・エピソード
- 姉2人の3人姉弟[14]。
- 短気で[1]試合中に悔しいとカッとなる[11]と申告し、強気な言動でも知られ[23]、闘争心の現れによる無用な警告・退場も多かった[56]。プロ入り後リーグ戦で初得点した試合で、相手選手と口論の末レッドカードで一発退場した。これが自身の初退場となった。2年目にリーグ戦18得点を決める活躍で、3年目には背番号10を着用し大活躍していたが、審判への暴言で2度退場。気性の荒さが目立った[161]。
- 2015年10月に松下裕樹がJリーグ史上初となる通算100枚目のイエローカードを提示されたが、同時点で大久保のイエローカード数は99を数えていた[162]。2018年8月に行われた柏戦で大久保も通算100枚目のイエローカードを貰っている[132] 。2020年6月時点のイエローカード数は通算103枚でJ1歴代1位であり[155]、引退時には104枚でJリーグ最多記録を保持した。また、レッドカードは同時点で12枚貰っており、こちらは歴代2位、日本人選手の中では1位である[155]。一方、ピッチ外ではシャイな性格の持ち主[56]。神戸在籍時に親交のあった安達貞至からは、世間の印象とは逆で周りの人間を本当に大事にし、自分からは前に出ないものの静かな男、記者が大久保の発言を大げさに報じても苦笑いで済ませ、若手にいじられてもニコニコしていると評されている[163]。
- スペイン時代にレアル・マドリードと対戦した際に世界的スター選手で、女性が近づけない危険なイメージがつきまとうサッカーの中で"王子様"として女性人気も圧倒的で異質だった[164]デビッド・ベッカムに肘打ちしたところベッカムが「お前、ヒジ使うな！」と詰め寄ってきたため、一触即発の事態になりかけたが、ロベルト・カルロスが止めに入った。大久保は「向こうが何か言ってきたから、言い返してやった」と話した。試合後にチームメイトから「ベッカムに肘打ちできるのは君ぐらいだ。」と言われたが大久保は「ベッカム？誰それ？」と返した[165]。2023年8月21日放送分のフジテレビ『ネプリーグSP』にアスリートチームとして出演した際、岸優太率いる映画『Gメン』チームの原田泰造から「ベッカムと喧嘩したんでしょ?」と問われ、大久保が「僕の方から仕掛けた」と認めた。
- スペインデビュー戦で1ゴール1アシストと華々しい活躍をしたが膝を負傷し試合後に病院送りとなった。本人は言い訳になる気がして、外には洩らしていなかった。FCバルセロナ戦ではカルレス・プジョルを股抜きしたが、その後に強烈なタックルの仕返しを受けた。
- 2004年12月に国見高校の同級生と結婚[166]。妻の父は大久保の中学生時のサッカーの恩師[167][168]。2008年1月5日に御崎公園球技場（ホームズスタジアム神戸 現ノエビアスタジアム神戸）内の施設にて結婚式を挙げ[169]、その際スタジアム内にて夫人側のチームとセレモニーマッチを行った[170]。2005年に長男が、2010年に次男が[171]、2012年に三男が誕生した[172]。2015年夏には妻が流産。奇胎後hcg存続症と診断された。同年10月に抗がん剤治療中の妻を勇気づけるため、3人の息子と共に、国見高校在学時以来14年ぶりに頭を丸刈りにした[173][174]。2017年3月には第4子となる四男が誕生。
- 川崎移籍後、神戸との練習試合会場に神戸サポーターが「嘉人今までありがとう。またいつか神戸で!」というこれまでの貢献を労う横断幕を掲げている[175]。
- 国見[176]、神戸、川崎、FC東京、日本代表で着用した背番号13には思い入れがあり[177]、2014年11月に妻の出身地である[178]長崎県島原市に開校した学習塾併設のサッカースクール「Btrece（ベトレーセ）」もスペイン語を元に「輝ける13番」を意味する造語である[167]。2015年1月には島原市ふるさと納税大使に任命された[178]。2018年に川崎に復帰した際、13番を背負っていたMF三好康児が札幌へ期限付き移籍したため空番号になっていたが、「レンタル（移籍で空番号になっているだけ）だから」とし、「1+3」で4番を選んでいる。磐田で選択した22番は「子供に決めてもらいました」と説明している[179]。15年ぶりに復帰したC大阪では代理人を務めるFW西澤明訓が現役時代に背負った番号でもある「20」を選択した。
- 2015年からMr.Childrenやナオト・インティライミらが立ち上げた芸能事務所であるエンジンとマネージメント契約を結ぶ[180]。
- オリンピックへのこだわりは強く、2004年アテネ大会敗退の悔しさから「もう1度出て日本を勝たせたい」とオーバーエイジでの出場に意欲的だったが[181]、実際に打診のあった2008年北京大会では所属クラブの神戸が拒否[182]。2016年リオデジャネイロ大会に際しても、Jリーグ4期連続得点王獲得よりもオリンピック出場を望むほどだったが[183] 川崎が招集を拒否したため[184]、リスト最上位にありながらも[185] 選出を見送られた[186][187]。大会後、改めて「大きな重圧の中でプレーする喜びを味わいたかった」とオリンピックへの思いを吐露している[188]。
- 2010年のワールドカップ予選で退場したときには、サポーターから非難されると思い、担架で運ばれるのを待った。実際は歩くことができた。
- 2022年6月6日にサッカー日本代表が、数々の世界的スター選手を帯同するFIFAランキング1位のブラジルと対戦することを受けて、「現役だったら絶対出たい。うらやましい」と話した[189]。
- 2022年11月20日放送のフジテレビ『なりゆき街道旅』で財布を紛失したが、交番に届けられており事なきを得た。「本当にありがとうございます。今度会ったときはご飯おごります。名乗ってください」と話した。同番組では、9月18日の放送で早見あかりが財布の中身を紛失しており、司会の澤部佑は「こないだも早見あかりちゃんがお金落として大変だったんですよ。いんのか？スリが。なんかうちのスタッフにいる可能性…」と話した[190]。

## 所属クラブ
- 1989年 - 1994年 苅田スポーツ少年団 (苅田町立南原小学校)[14]
- 1995年 - 1997年 国見町立国見中学校
- 1998年 - 2000年 長崎県立国見高等学校
  - 2000年 アビスパ福岡 (強化指定選手)
- 2001年 - 2006年 セレッソ大阪
  - 2005年 - 2006年7月 RCDマヨルカ  (期限付き移籍)
- 2007年 - 2008年 ヴィッセル神戸
- 2009年 - 同年6月 VfLヴォルフスブルク
- 2009年6月 - 2012年 ヴィッセル神戸
- 2013年 - 2016年 川崎フロンターレ
- 2017年 FC東京
- 2018年 - 同年6月 川崎フロンターレ
- 2018年6月 - 2019年 ジュビロ磐田
- 2020年 東京ヴェルディ
- 2021年  セレッソ大阪

## 個人成績
| 国内大会個人成績 | 国内大会個人成績 | 国内大会個人成績 | 国内大会個人成績 | 国内大会個人成績 | 国内大会個人成績 | 国内大会個人成績 | 国内大会個人成績 | 国内大会個人成績 | 国内大会個人成績 | 国内大会個人成績 | 国内大会個人成績 |
| 年度             | クラブ           | 背番号           | リーグ           | リーグ戦         | リーグ戦         | リーグ杯         | リーグ杯         | オープン杯       | オープン杯       | 期間通算         | 期間通算         |
| 年度             | クラブ           | 背番号           | リーグ           | 出場             | 得点             | 出場             | 得点             | 出場             | 得点             | 出場             | 得点             |
| 日本             | 日本             | 日本             | 日本             | リーグ戦         | リーグ戦         | リーグ杯         | リーグ杯         | 天皇杯           | 天皇杯           | 期間通算         | 期間通算         |
| ---------------- | ---------------- | ---------------- | ---------------- | ---------------- | ---------------- | ---------------- | ---------------- | ---------------- | ---------------- | ---------------- | ---------------- |
| 1999             | 国見高           | 13               | -                | -                | -                | -                | -                | 1                | 0                | 1                | 0                |
| 2000             | 国見高           | 10               | -                | -                | -                | -                | -                | 2                | 1                | 2                | 1                |
| 2001             | C大阪            | 15               | J1               | 20               | 2                | 1                | 1                | 3                | 0                | 24               | 3                |
| 2002             | C大阪            | 15               | J2               | 29               | 18               | -                | -                | 2                | 1                | 31               | 19               |
| 2003             | C大阪            | 10               | J1               | 24               | 16               | 3                | 0                | 5                | 4                | 32               | 20               |
| 2004             | C大阪            | 10               | J1               | 22               | 15               | 2                | 0                | 1                | 0                | 25               | 15               |
| スペイン         | スペイン         | スペイン         | スペイン         | リーグ戦         | リーグ戦         | 国王杯           | 国王杯           | オープン杯       | オープン杯       | 期間通算         | 期間通算         |
| 2004-05          | マヨルカ         | 17               | プリメーラ       | 13               | 3                | -                | -                | -                | -                | 13               | 3                |
| 2005-06          | マヨルカ         | 17               | プリメーラ       | 26               | 2                | 1                | 1                | -                | -                | 27               | 3                |
| 日本             | 日本             | 日本             | 日本             | リーグ戦         | リーグ戦         | リーグ杯         | リーグ杯         | 天皇杯           | 天皇杯           | 期間通算         | 期間通算         |
| 2006             | C大阪            | 36               | J1               | 21               | 6                | -                | -                | 0                | 0                | 21               | 6                |
| 2007             | 神戸             | 13               | J1               | 31               | 14               | 5                | 0                | 2                | 1                | 38               | 15               |
| 2008             | 神戸             | 13               | J1               | 31               | 11               | 0                | 0                | 1                | 1                | 32               | 12               |
| ドイツ           | ドイツ           | ドイツ           | ドイツ           | リーグ戦         | リーグ戦         | リーグ杯         | リーグ杯         | DFBポカール      | DFBポカール      | 期間通算         | 期間通算         |
| 2008-09          | ヴォルフスブルク | 8                | ブンデス         | 9                | 0                | -                | -                | 2                | 0                | 11               | 0                |
| 日本             | 日本             | 日本             | 日本             | リーグ戦         | リーグ戦         | リーグ杯         | リーグ杯         | 天皇杯           | 天皇杯           | 期間通算         | 期間通算         |
| 2009             | 神戸             | 50               | J1               | 19               | 8                | -                | -                | 1                | 1                | 20               | 9                |
| 2010             | 神戸             | 13               | J1               | 17               | 4                | 0                | 0                | 1                | 1                | 18               | 5                |
| 2011             | 神戸             | 13               | J1               | 30               | 9                | 1                | 0                | 1                | 0                | 32               | 9                |
| 2012             | 神戸             | 10               | J1               | 26               | 4                | 3                | 2                | 1                | 0                | 30               | 6                |
| 2013             | 川崎             | 13               | J1               | 33               | 26               | 8                | 4                | 4                | 3                | 45               | 33               |
| 2014             | 川崎             | 13               | J1               | 32               | 18               | 4                | 2                | 1                | 0                | 37               | 20               |
| 2015             | 川崎             | 13               | J1               | 32               | 23               | 4                | 2                | 3                | 2                | 39               | 27               |
| 2016             | 川崎             | 13               | J1               | 33               | 15               | 0                | 0                | 6                | 5                | 39               | 20               |
| 2017             | FC東京           | 13               | J1               | 28               | 8                | 2                | 1                | 0                | 0                | 30               | 9                |
| 2018             | 川崎             | 4                | J1               | 12               | 2                | 0                | 0                | 0                | 0                | 12               | 2                |
| 2018             | 磐田             | 22               | J1               | 17               | 3                | -                | -                | 1                | 0                | 18               | 3                |
| 2019             | 磐田             | 22               | J1               | 20               | 1                | 0                | 0                | 2                | 0                | 22               | 1                |
| 2020             | 東京V            | 13               | J2               | 19               | 0                | -                | -                | -                | -                | 19               | 0                |
| 2021             | C大阪            | 20               | J1               | 29               | 6                | 5                | 0                | 2                | 1                | 36               | 7                |
| 通算             | 日本             | 日本             | J1               | 477              | 191              | 38               | 13               | 35               | 19               | 550              | 223              |
| 通算             | 日本             | 日本             | J2               | 48               | 18               | -                | -                | 2                | 1                | 50               | 19               |
| 通算             | 日本             | 日本             | 他               | -                | -                | -                | -                | 3                | 1                | 3                | 1                |
| 通算             | スペイン         | スペイン         | プリメーラ       | 39               | 5                | 1                | 1                | -                | -                | 40               | 6                |
| 通算             | ドイツ           | ドイツ           | ブンデス1部      | 9                | 0                | -                | -                | 2                | 0                | 11               | 0                |
| 総通算           | 総通算           | 総通算           | 総通算           | 573              | 214              | 39               | 14               | 42               | 21               | 654              | 249              |

- 2016年
  - Jリーグチャンピオンシップ 1試合0得点
- 2018年
  - XEROX SUPER CUP 1試合1得点
- 2018年
  - J1参入プレーオフ 1試合0得点

| 国際大会個人成績 | 国際大会個人成績 | 国際大会個人成績 | 国際大会個人成績 | 国際大会個人成績 |
| 年度             | クラブ           | 背番号           | 出場             | 得点             |
| UEFA             | UEFA             | UEFA             | UEFA EL          | UEFA EL          |
| ---------------- | ---------------- | ---------------- | ---------------- | ---------------- |
| 2008-09          | ヴォルフスブルク | 8                | 2                | 0                |
| AFC              | AFC              | AFC              | ACL              | ACL              |
| 2014             | 川崎             | 13               | 8                | 1                |
| 2018             | 川崎             | 4                | 4                | 0                |
| 2021             | C大阪            | 20               | 6                | 1                |
| 通算             | UEFA             | UEFA             | 2                | 0                |
| 通算             | AFC              | AFC              | 18               | 2                |
| 総通算           | 総通算           | 総通算           | 20               | 2                |

- 2000年度は強化指定選手としての試合出場はなし

出場歴
- 2001年03月17日：Jリーグ初出場 - J1 1st第2節 vs浦和レッドダイヤモンズ (駒場スタジアム)[1]
- 2001年04月14日：Jリーグ初得点 - J1 1st第5節 vsジュビロ磐田 (ジュビロ磐田スタジアム)[1]
- 2005年01月10日：リーガ・エスパニョーラ初出場・初得点 - 第18節 vsデポルティーボ・ラ・コルーニャ (イベロスター・エスタディ)[42]
- 2007年06月16日：J1・100試合出場 - J1第15節 vs大分トリニータ (ホームズスタジアム神戸)
- 2009年01月31日：ブンデスリーガ初出場 - 第18節 vs1.FCケルン (ラインエネルギーシュタディオン)
- 2011年07月16日：J1・200試合出場 - J1第05節 vsセレッソ大阪 (ホームズスタジアム神戸)[191]
- 2014年10月18日：J1・300試合出場 - J1第28節  vsガンバ大阪 (万博記念競技場)[192]
- 2018年02月25日：J1・400試合出場 - J1第1節  vsジュビロ磐田 (エコパスタジアム)[193]

## タイトル

### チーム
国見高校
- 全国高校総体 (2000年)
- 全国高校選手権 (2000年)
- 国民体育大会 (2000年)

ヴォルフスブルク
- ドイツ・ブンデスリーガ (2008-2009年)

### 個人
- 全国高校選手権優秀選手賞 (2000年)
- Jリーグ優秀新人賞 (2001年)
- Jリーグ優秀選手賞 (2003年、2004年、2007年、2008年、2013年、2014年、2015年、2016年[194])
- アジア年間最優秀ユース選手賞 (2003年)
- 日本年間最優秀選手賞 (2015年)
- Jリーグベストイレブン (2013年、2014年、2015年)
- Jリーグ月間MVP (2013年11月・12月)
- 報知プロスポーツ大賞 Jリーグ部門 (2003年、2014年、2015年)

#### 得点王
- 全国高校総体 (2000年)
- 全国高校選手権 (2000年)
- Jリーグ (2013年、2014年、2015年)

## 代表歴
- 2003年05月31日：国際Aマッチ初出場 - 親善試合 vs韓国代表 (国立霞ヶ丘競技場陸上競技場)
- 2007年10月17日：国際Aマッチ初得点 - アジア/アフリカ チャレンジカップ vsエジプト代表 (長居陸上競技場)

### 出場大会など
- U-19日本代表
  - 2000年 SBSカップ、AFCユース選手権
- U-20日本代表
  - 2001年 ジャパンユースカップ
- U-21日本代表
  - 2002年 アジア競技大会
- U-22日本代表
  - 2002年 アテネオリンピックアジア2次予選
- U-23日本代表
  - 2004年 アテネオリンピックアジア最終予選、アテネオリンピック[6]
- 日本代表
  - 2003年 FIFAコンフェデレーションズカップ、東アジア選手権
  - 2004年 FIFAワールドカップアジア2次予選
  - 2007年 アジア/アフリカ チャレンジカップ
  - 2008年 FIFAワールドカップアジア3次予選、同・最終予選
  - 2009年 AFCアジアカップ最終予選、FIFAワールドカップアジア最終予選
  - 2010年 東アジア選手権、FIFAワールドカップ
  - 2014年 FIFAワールドカップ

### 試合数
- 国際Aマッチ 60試合 6得点 (2003年 - 2014年)[3]

| 日本代表 | 国際Aマッチ | 国際Aマッチ |
| 年       | 出場        | 得点        |
| -------- | ----------- | ----------- |
| 2003     | 14          | 0           |
| 2004     | 3           | 0           |
| 2005     | 2           | 0           |
| 2006     | 0           | 0           |
| 2007     | 2           | 2           |
| 2008     | 12          | 3           |
| 2009     | 9           | 0           |
| 2010     | 11          | 0           |
| 2011     | 0           | 0           |
| 2012     | 1           | 0           |
| 2013     | 0           | 0           |
| 2014     | 6           | 1           |
| 通算     | 60          | 6           |

### 出場
| No. | 開催日         | 開催都市             | スタジアム                     | 対戦相手                 | 結果        | 監督                     | 大会                             |
| --- | -------------- | -------------------- | ------------------------------ | ------------------------ | ----------- | ------------------------ | -------------------------------- |
| 1.  | 2003年05月31日 | 東京都               | 国立霞ヶ丘競技場陸上競技場     | 韓国                     | ●0-1        | ジーコ                   | 国際親善試合                     |
| 2.  | 2003年06月08日 | 大阪府               | 長居陸上競技場                 | アルゼンチン             | ●1-4        | ジーコ                   | キリンカップ                     |
| 3.  | 2003年06月11日 | 埼玉県               | 埼玉スタジアム2002             | パラグアイ               | △0-0        | ジーコ                   | キリンカップ                     |
| 4.  | 2003年06月18日 | サンドニ             |                                | ニュージーランド         | ○3-0        | ジーコ                   | コンフェデレーションカップ       |
| 5.  | 2003年06月20日 | サンテティエンヌ     |                                | フランス                 | ●1-2        | ジーコ                   | コンフェデレーションカップ       |
| 6.  | 2003年06月22日 | サンテティエンヌ     |                                | コロンビア               | ●0-1        | ジーコ                   | コンフェデレーションカップ       |
| 7.  | 2003年08月20日 | 東京都               | 国立霞ヶ丘競技場陸上競技場     | ナイジェリア             | ○3-0        | ジーコ                   | キリンチャレンジカップ           |
| 8.  | 2003年09月10日 | 新潟県               | 新潟スタジアム                 | セネガル                 | ●0-1        | ジーコ                   | キリンチャレンジカップ           |
| 9.  | 2003年10月08日 | チュニス             |                                | チュニジア               | ○1-0        | ジーコ                   | 国際親善試合                     |
| 10. | 2003年10月11日 | ブカレスト           |                                | ルーマニア               | △1-1        | ジーコ                   | 国際親善試合                     |
| 11. | 2003年11月19日 | 大分県               | 大分スポーツ公園総合競技場     | カメルーン               | △0-0        | ジーコ                   | キリンチャレンジカップ           |
| 12. | 2003年12月04日 | 東京都               | 国立霞ヶ丘競技場陸上競技場     | 中華人民共和国           | ○2-0        | ジーコ                   | 東アジア選手権                   |
| 13. | 2003年12月07日 | 埼玉県               | 埼玉スタジアム2002             | 香港                     | ○1-0        | ジーコ                   | 東アジア選手権                   |
| 14. | 2003年12月10日 | 神奈川県             | 横浜国際総合競技場             | 韓国                     | △0-0        | ジーコ                   | 東アジア選手権                   |
| 15. | 2004年02月12日 | 東京都               | 国立霞ヶ丘競技場陸上競技場     | イラク                   | ○2-0        | ジーコ                   | 国際親善試合                     |
| 16. | 2004年11月17日 | 埼玉県               | 埼玉スタジアム2002             | シンガポール             | ○1-0        | ジーコ                   | ワールドカップ予選               |
| 17. | 2004年12月16日 | 神奈川県             | 横浜国際総合競技場             | ドイツ                   | ●0-3        | ジーコ                   | キリンチャレンジカップ           |
| 18. | 2005年10月08日 | リガ                 |                                | ラトビア                 | △2-2        | ジーコ                   | 国際親善試合                     |
| 19. | 2005年10月12日 | キエフ               |                                | ウクライナ               | ●0-1        | ジーコ                   | 国際親善試合                     |
| 20. | 2007年08月22日 | 大分県               | 大分スポーツ公園総合競技場     | カメルーン               | ○2-0        | イビチャ・オシム         | キリンチャレンジカップ           |
| 21. | 2007年10月17日 | 大阪府               | 長居陸上競技場                 | エジプト                 | ○4-1        | イビチャ・オシム         | アジア・アフリカチャレンジカップ |
| 22. | 2008年01月26日 | 東京都               | 国立霞ヶ丘競技場陸上競技場     | チリ                     | △0-0        | 岡田武史                 | キリンチャレンジカップ           |
| 23. | 2008年01月30日 | 東京都               | 国立霞ヶ丘競技場陸上競技場     | ボスニア・ヘルツェゴビナ | ○3-0        | 岡田武史                 | キリンチャレンジカップ           |
| 24. | 2008年02月06日 | 埼玉県               | 埼玉スタジアム2002             | タイ                     | ○4-1        | 岡田武史                 | ワールドカップ予選               |
| 25. | 2008年03月26日 | マナマ               |                                | バーレーン               | ●0-1        | 岡田武史                 | ワールドカップ予選               |
| 26. | 2008年05月24日 | 愛知県               | 豊田スタジアム                 | コートジボワール         | ○1-0        | 岡田武史                 | キリンカップ                     |
| 27. | 2008年05月27日 | 埼玉県               | 埼玉スタジアム2002             | パラグアイ               | △0-0        | 岡田武史                 | キリンカップ                     |
| 28. | 2008年06月02日 | 神奈川県             | 横浜国際総合競技場             | オマーン                 | ○3-0        | 岡田武史                 | ワールドカップ予選               |
| 29. | 2008年06月07日 | マスカット           |                                | オマーン                 | △1-1        | 岡田武史                 | ワールドカップ予選               |
| 30. | 2008年10月09日 | 新潟県               | 新潟スタジアム                 | アラブ首長国連邦         | △1-1        | 岡田武史                 | キリンチャレンジカップ           |
| 31. | 2008年10月15日 | 埼玉県               | 埼玉スタジアム2002             | ウズベキスタン           | △1-1        | 岡田武史                 | ワールドカップ予選               |
| 32. | 2008年11月13日 | 兵庫県               | 御崎公園球技場                 | シリア                   | ○3-1        | 岡田武史                 | キリンチャレンジカップ           |
| 33. | 2008年11月19日 | ドーハ               |                                | カタール                 | ○3-0        | 岡田武史                 | ワールドカップ予選               |
| 34. | 2009年02月11日 | 神奈川県             | 横浜国際総合競技場             | オーストラリア           | △0-0        | 岡田武史                 | ワールドカップ予選               |
| 35. | 2009年03月28日 | 埼玉県               | 埼玉スタジアム2002             | バーレーン               | ○1-0        | 岡田武史                 | ワールドカップ予選               |
| 36. | 2009年05月31日 | 東京都               | 国立霞ヶ丘競技場陸上競技場     | ベルギー                 | ○4-0        | 岡田武史                 | キリンカップ                     |
| 37. | 2009年06月06日 | タシケント           |                                | ウズベキスタン           | ○1-0        | 岡田武史                 | ワールドカップ予選               |
| 38. | 2009年10月08日 | 静岡県               | 静岡市清水日本平運動公園球技場 | 香港                     | ○6-0        | 岡田武史                 | アジアカップ予選                 |
| 39. | 2009年10月10日 | 神奈川県             | 横浜国際総合競技場             | スコットランド           | ○2-0        | 岡田武史                 | キリンチャレンジカップ           |
| 40. | 2009年10月14日 | 宮城県               | 宮城スタジアム                 | トーゴ                   | ○5-0        | 岡田武史                 | キリンチャレンジカップ           |
| 41. | 2009年11月14日 | ポート・エリザベス   |                                | 南アフリカ共和国         | △0-0        | 岡田武史                 | 国際親善試合                     |
| 42. | 2009年11月18日 | 香港                 |                                | 香港                     | ○4-0        | 岡田武史                 | アジアカップ予選                 |
| 43. | 2010年02月02日 | 大分県               | 大分スポーツ公園総合競技場     | ベネズエラ               | △0-0        | 岡田武史                 | キリンチャレンジカップ           |
| 44. | 2010年02月06日 | 東京都               | 東京スタジアム                 | 中華人民共和国           | △0-0        | 岡田武史                 | 東アジア選手権                   |
| 45. | 2010年02月11日 | 東京都               | 国立霞ヶ丘競技場陸上競技場     | 香港                     | ○3-0        | 岡田武史                 | 東アジア選手権                   |
| 46. | 2010年02月14日 | 東京都               | 国立霞ヶ丘競技場陸上競技場     | 韓国                     | ●1-3        | 岡田武史                 | 東アジア選手権                   |
| 47. | 2010年05月24日 | 埼玉県               | 埼玉スタジアム2002             | 韓国                     | ●0-2        | 岡田武史                 | キリンチャレンジカップ           |
| 48. | 2010年05月30日 | グラーツ             |                                | イングランド             | ●1-2        | 岡田武史                 | 国際親善試合                     |
| 49. | 2010年06月04日 | シオン               |                                | コートジボワール         | ●0-2        | 岡田武史                 | 国際親善試合                     |
| 50. | 2010年06月14日 | ブルームフォンテーン |                                | カメルーン               | ○1-0        | 岡田武史                 | ワールドカップ                   |
| 51. | 2010年06月19日 | ダーバン             |                                | オランダ                 | ●0-1        | 岡田武史                 | ワールドカップ                   |
| 52. | 2010年06月24日 | ルステンブルク       |                                | デンマーク               | ○3-1        | 岡田武史                 | ワールドカップ                   |
| 53. | 2010年06月29日 | プレトリア           |                                | パラグアイ               | △0-0(PK3-5) | 岡田武史                 | ワールドカップ                   |
| 54. | 2012年02月24日 | 大阪府               | 長居陸上競技場                 | アイスランド             | ○3-1        | アルベルト・ザッケローニ | キリンチャレンジカップ           |
| 55. | 2014年05月27日 | 埼玉県               | 埼玉スタジアム2002             | キプロス                 | ○1-0        | アルベルト・ザッケローニ | キリンチャレンジカップ           |
| 56. | 2014年06月02日 | タンパ               |                                | コスタリカ               | ○3-1        | アルベルト・ザッケローニ | 国際親善試合                     |
| 57. | 2014年06月06日 | タンパ               |                                | ザンビア                 | ○4-3        | アルベルト・ザッケローニ | 国際親善試合                     |
| 58. | 2014年06月14日 | レシフェ             |                                | コートジボワール         | ●1-2        | アルベルト・ザッケローニ | ワールドカップ                   |
| 59. | 2014年06月19日 | ナタール             |                                | ギリシャ                 | △0-0        | アルベルト・ザッケローニ | ワールドカップ                   |
| 60. | 2014年06月24日 | クイアバ             |                                | コロンビア               | ●1-4        | アルベルト・ザッケローニ | ワールドカップ                   |

### ゴール
| #  | 開催年月日     | 開催地           | 対戦国   | 勝敗  | 試合概要                            |
| -- | -------------- | ---------------- | -------- | ----- | ----------------------------------- |
| 1. | 2007年10月17日 | 日本、大阪市     | エジプト | ○ 4-1 | アフロアジア選手権                  |
| 2. | 2007年10月17日 | 日本、大阪市     | エジプト | ○ 4-1 | アフロアジア選手権                  |
| 3. | 2008年02月06日 | 日本、さいたま市 | タイ     | ○ 4-1 | 2010 FIFAワールドカップ・アジア予選 |
| 4. | 2008年06月02日 | 日本、横浜市     | オマーン | ○ 3-0 | 2010 FIFAワールドカップ・アジア予選 |
| 5. | 2008年11月13日 | 日本、神戸市     | シリア   | ○ 3-1 | キリンチャレンジカップ2008          |
| 6. | 2014年06月06日 | アメリカ、タンパ | ザンビア | ○ 4-3 | 国際親善試合                        |

## 出版

### 書籍
- 『大久保嘉人のサッカー攻撃テクニックバイブル DVD突破技&決め技スペシャル (監修)』カンゼン、2009年。ISBN 978-4862550538。
- 『情熱を貫く 亡き父との、不屈のサッカー人生』朝日新聞出版、2014年。ISBN 978-4021902406。

### 関連書籍
- 小宮良之『大久保嘉人の挑戦 - Desafio』角川書店、2005年。ISBN 978-4048839365。

## メディア出演

### テレビ番組
- 朝生ワイド す・またん!（読売テレビ） - 不定期ゲスト出演
- 競馬BEAT（テレビ西日本） - 小倉開催時、不定期ゲスト出演
- チョイ住み（2023年3月、NHK） - 金子大地と共演
- ネプリーグ（フジテレビ)
  - 2023年8月21日 アスリートチーム
  - 2024年8月19日 日本代表アスリートチーム

### テレビドラマ
- オールドルーキー第1話（2022年6月26日 、TBS）- サッカー監修

### サッカー解説者
- 2022 FIFAワールドカップカタール大会スペシャルナビゲーター（現地総合司会。フジテレビジョン）
- その他フジテレビ製作のサッカー日本代表強化試合や、SPARKでのサッカー特集の解説者役
- Kick Off!Kansai（MBSテレビ）　司会

### 映画
- 逃走中 THE MOVIE:TOKYO MISSION（2024年7月19日、東映） - 本人 役[195]

## 受賞歴
- 第12回イクメン オブ ザ イヤー2022 スポーツレジェンド部門（2022年）[196]